# 보르쇼드어버우이젬플렌주

보르쇼드어버우이젬플렌 주의 위치

보르쇼드어버우이젬플렌주(헝가리어: Borsod-Abaúj-Zemplén megye)는 헝가리 북동부에 위치한 주로 주도는 미슈콜츠이며 면적은 7,247km2, 인구는 709,634명, 인구 밀도는 98명/km2이다. 1개 도시주(미슈콜츠)와 16개 구(치간드구, 에델레니구, 엔치구, 괸츠구, 커진츠버르치커구, 메죄차트구, 메죄쾨베슈드구, 미슈콜츠구, 오즈드구, 푸트노크구, 샤로슈퍼터크구, 샤토러여우이헤이구, 세렌치구, 식소구, 티서우이바로시구, 토커이구), 27개 시, 330개 마을을 관할한다.
북쪽으로는 슬로바키아와 국경을 접하며 동쪽으로는 서볼치서트마르베레그 주, 남동쪽으로는 허이두비허르 주, 남서쪽으로는 헤베시 주, 서쪽으로는 노그라드 주와 접한다. 헝가리에서 두 번째로 면적이 가장 넓은 주이자 헝가리에서 두 번째로 인구가 가장 많은 주이기도 하다.

주기
주 문장